# جوزيف إي. بروكس
جوزيف إي. بروكس (بالإنجليزية: Joseph E. Brooks)‏ هو صحفي وسياسي أمريكي، ولد في 24 فبراير 1942 في بريور في الولايات المتحدة. حزبياً، نشط في مستقل. وقد انتخب عضو مجلس نواب مين.